# Калле Лаанет
Калле Лаанет (ест. Kalle Laanet; нар. 25 вересня 1965, Оріссааре, Сааремаа, Естонська РСР, СРСР) — естонський державний і політичний діяч, колишній поліцейський. Міністр оборони Естонії (2021—2022).

## Біографія
Народився 25 вересня 1965 року у волості Оріссааре. Закінчивши Університет Конкордія за фахом юриспруденція і Національну академію ФБР.
Свою трудову діяльність розпочав 1993 року. Тоді він працював комісаром відділу злочинів проти власності центрального управління кримінальної поліції Естонії. На посаді комісара він пропрацював до 1994 року. З 1995 по 2005 був префектом різних поліцій: Сааре (1995—2002), Таллінської (2002—2004), Західної (2004—2005). У 2005 році призначений на посаду Міністра внутрішніх справ Естонії. У МВС він пропрацював до 2007 року, після чого працював у Комітеті з правових питань на посаду заступника голови. У комітеті пропрацював до 2015 року, після чого був призначений на посаду Голови Конституційного комітету. З 2017 по 2018-заступник голови Комітету з нагляду за органами безпеки. До призначення на посаду Міністра оборони працював заступником Голови Комітету національної оборони. 26 січня 2021 року призначений на посаду Міністра оборони Естонії, яку обіймав до 2022 року.
З 2007 року до 2021 року — член Рійгікогу 11—14 скликань..

## Особисте життя
Одружений, має двох дочок і сина.